# Ярость (фильм, 1936)
«Ярость» (англ. Fury) — драма режиссёра Фрица Ланга, первый фильм, поставленный им в США. Экранизация рассказа Нормана Красны. Премьера состоялась 29 мая 1936 года.

## Сюжет
Механик Джо Уилсон (Спенсер Трейси) повенчан с Кэтрин Грант (Сильвия Сидни). Скоро они должны пожениться, но для свадьбы нужны деньги, и Джо уезжает в Чикаго работать на заводе. Спустя некоторое время он увольняется и покупает бензоколонку. Заработав на автомобиль, герой пускается в путешествие к своей любимой.
Неожиданно на проселочной дороге путь герою преграждает заместитель шерифа небольшого городка со словами: «Вы подозреваетесь в убийстве». Невиновный Джо допрошен и заключён под арест по подозрению в похищении ребёнка. Основным предлогом его задержания является присутствие в его карманах солёного арахиса. Слух о его виновности разрастается, и у тюрьмы собирается толпа, чтобы линчевать преступника. Когда шериф отказывается выдать Уилсона, толпа поджигает тюрьму.
Все думают, что Джо мёртв, но ему чудом удаётся спастись, и вместо того, чтобы попытаться продолжить нормальную жизнь, он скрывает факт своего спасения и обращается к своим братьям за помощью, желая отомстить линчевателям и повесить их с помощью закона.
Окружной прокурор привлекает к ответственности главных подозреваемых в убийстве. Никто не признаёт свою вину, и прокурор предоставляет веское доказательство — кадры кинохроники, на которых запечатлены двадцать два поджигателя. Однако защитник заявляет, что не доказан сам факт гибели Уилсона в пожаре.
Кэтрин, невеста Джо, узнаёт, что он жив, и находит его, проследив за его братьями. Между возлюбленными происходит ссора, в ходе которой Уилсон настаивает, что его единственное желание — праведная месть, а Кэт утверждает, что её мужчина уже не такой, каким был раньше, и что она не желает стать женой безумца. Оставшегося в одиночестве Уилсона мучают воспоминания, совесть и тоска по Кэтрин, из-за которых он решается явиться в зал суда, когда уже объявляли виновных. Джо признаётся судье во всём и рассказывает, что он явился не из жалости к людям, на которых ему плевать и которых он всё ещё считает убийцами, а из-за Кэт. Девушка в это время стояла позади него и всё слышала, так что, переполненная чувствами, окликает жениха. Влюблённые целуются, после чего следуют титры.

## В ролях
- Спенсер Трейси — Джо Уилсон
- Сильвия Сидни — Кэтрин Грант
- Уолтер Абель — окружной прокурор
- Брюс Кэбот — Кирби Доусон
- Эдвард Эллис — шериф
- Уолтер Бреннан — Багс Мейерс
- Эстер Дейл — миссис Уиппл
- Джонатан Хейл — адвокат защиты

В титрах не указаны
- Гарри Харви — Джаспер Андерсон, обвиняемый
- Дик Уэссел — телохранитель

## Критика
В своём восторженном отзыве на фильм обозреватель «Нью-Йорк таймс» Фрэнк Ньюджент, в частности, написал: «Скажем сразу, это лучшая оригинальная драма, которая вышла на экраны в этом году… Это мудрое, трезвое и проницательное исследование национальной болезни блестяще поставлено Фрицем Лангом, остро написано Норманом Красной и великолепно исполнено Трейси, Сидни и многими другими… Фильм прямой, откровенный и неистовый, а его блестящее художественное качество делает его ещё более значимым».
По словам кинообозревателя Дейвида Шипмана, «это был определённо самый признанный фильм Metro-Goldwyn-Mayer в течение многих лет. Майеру, однако, не понравился не то сам фильм, не то Ланг, который после этого ушёл со студии».

## Награды и признание
Красна был номинирован на премию «Оскар» за лучший оригинальный сюжет, а фильм был включён Национальным советом кинокритиков США в десятку лучших картин года.
В 1995 году лента была внесена в Национальный реестр фильмов.